# Йордан Кичеков
Йордан Кичеков (роден на 9 март 1950), наричан по прякор Кичека, е бивш български футболист, нападател. Състезателната му кариера преминава през Борислав (Първомай), Ботев (Пловдив), Локомотив (Пловдив) и Хасково. Общо в А група има 151 мача и 38 гола.

## Биография
Родом от Първомай, след като завършва училище Кичеков заминава за Брацигово, където играе в местния клуб. Впоследствие се завръща в родния си град и облича екипа на Борислав (Първомай).
През 1971 г. преминава в елитния Ботев (Пловдив). За три сезона изиграва 59 мача и бележи 20 гола в А група. С „канарчетата“ печели Балканската купа през 1972 г.
През 1974 г. е привлечен от градския съперник Локомотив (Пловдив), откъдето получава апартамент за да заиграе в отбора. На 8 септември 1974 г. бележи хеттрик за разгромната победа със 7:3 срещу Ботев в дербито на Пловдив. За Локомотив записва общо 45 мача с 6 гола в А група. Изиграва също два мача и бележи един гол в Купата на УЕФА.
През 1976 г. се завръща за един сезон в Ботев (Пловдив), след което преминава във втородивизионния Хасково. С основна заслуга за историческото първо класиране на отбора в елита през 1978 г. Играе за Хасково общо четири сезона, в които записва 20 мача с 6 гола в А група и 104 мача с 39 гола в Б група.
Бивш президент и технически директор на Хасково.